# 宮前町 (北秋田市)
宮前町（みやまえちょう）は、秋田県北秋田市鷹巣地域にある地名。郵便番号は018-3315。住居表示実施済み。

## 地理
北秋田市の北部中央、鷹巣市街地の南東に位置する。神社・保健センター・地域福祉センター・障がい者生活支援センター・北秋田市役所 宮前町庁舎などの公共施設が設置されている。北端を都市計画道路 農林高校中岱線が通る。
北は旭町、東は伊勢町、南は鷹巣字愛宕下、西は東横町に隣接する。

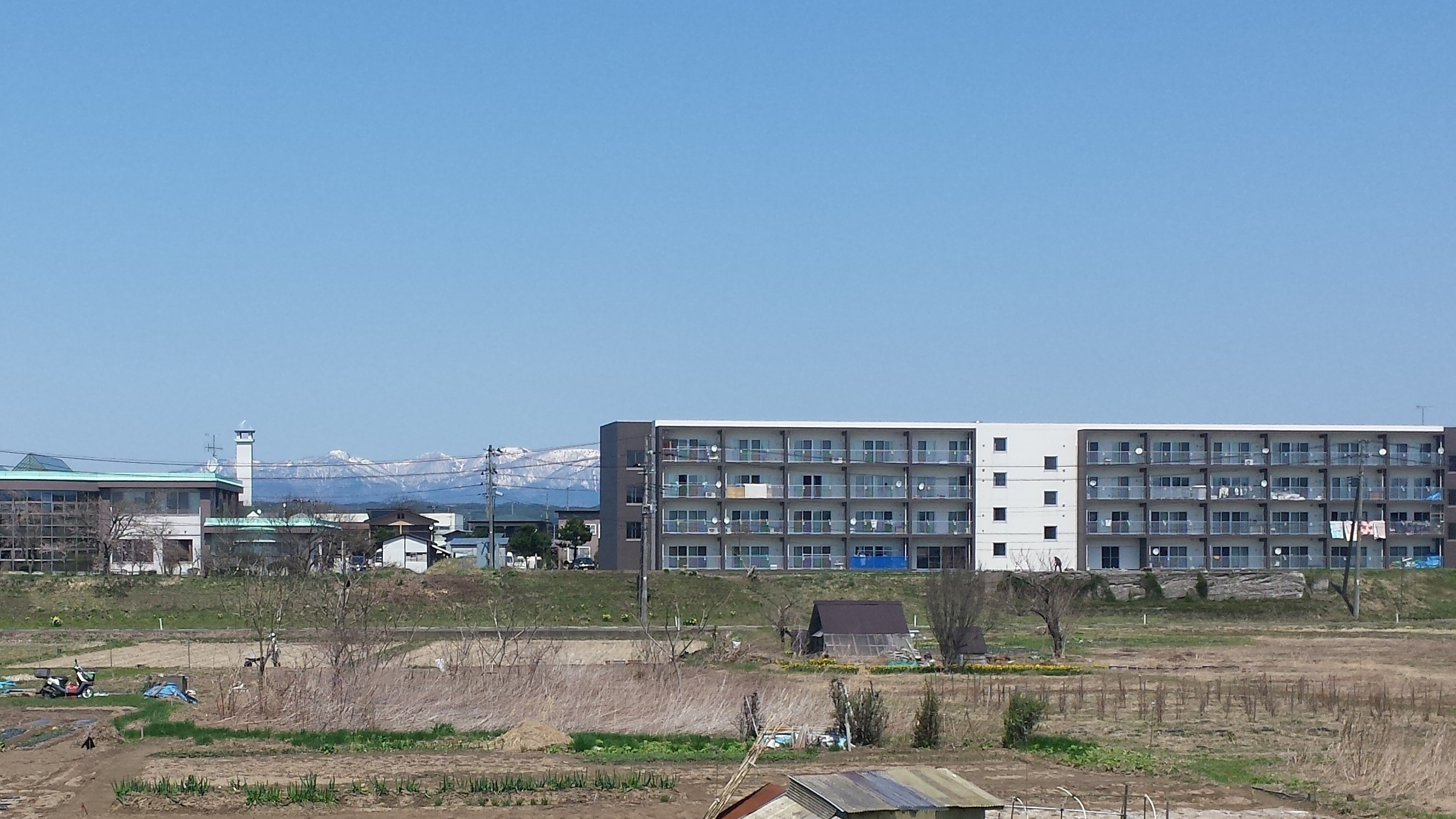
米代川堤防より望む
地域福祉センターと宮前町団地

## 歴史

### 沿革
- 1981年（昭和56年）10月1日 - 住居表示実施[1]に伴い、鷹巣字東鷹巣の南東側（旭町）・鷹巣字南塚岱の中央南側（森館町）・鷹巣字八幡岱のほぼ全域（東横町）・鷹巣字東屋敷の東側（東横町）の区域[5]をもって宮前町が設置される。

- 2015年（平成27年）- 旧鷹巣小学校の跡地に戸数40の宮前町団地が完成する。

## 世帯数と人口
2020年（令和2年）10月1日現在の世帯数と人口は以下の通りである。
| 町丁   | 世帯数  | 人口   | 人口   | 人口   |
| 町丁   | 世帯数  | 男     | 女     | 計     |
| ------ | ------- | ------ | ------ | ------ |
| 宮前町 | 175世帯 | 154 人 | 197 人 | 351 人 |

### 世帯数と人口の変遷
国勢調査による世帯数と人口の推移。
| 1995年（平成07年） | 145世帯 |  |  | 410人 |  |  |
| 2000年（平成12年） | 147世帯 |  |  | 377人 |  |  |
| 2005年（平成17年） | 169世帯 |  |  | 384人 |  |  |
| 2010年（平成22年） | 146世帯 |  |  | 352人 |  |  |
| 2015年（平成27年） | 176世帯 |  |  | 352人 |  |  |
| 2020年（令和02年） | 175世帯 |  |  | 351人 |  |  |

## 小・中学校の学区
市立小・中学校に通う場合、学区は以下の通りとなる。
| 街区 | 小学校               | 中学校               |
| ---- | -------------------- | -------------------- |
| 全域 | 北秋田市立鷹巣小学校 | 北秋田市立鷹巣中学校 |

## 交通

### 鉄道
最寄り駅は松葉町にあるJR東日本奥羽本線・鷹ノ巣駅と、隣接する秋田内陸縦貫鉄道秋田内陸線・鷹巣駅である。

### バス
「宮前町団地前」バス停があり、市街地循環バスが発着する。

## 施設
- 鷹巣神社

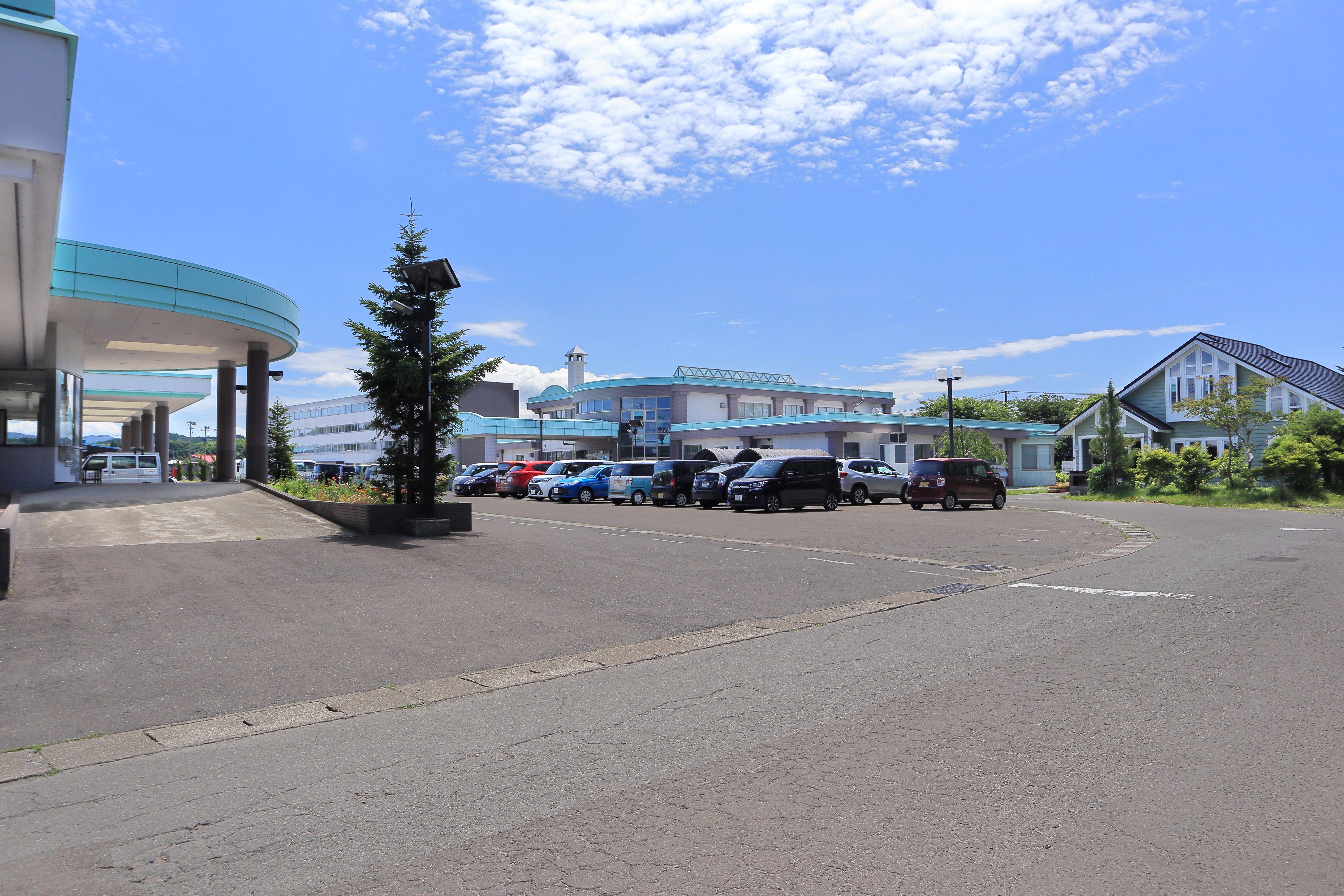
旧鷹小跡地にある公共施設

- 北秋田市役所 宮前町庁舎 - 水道窓口センター・税務課
- 旧鷹巣小学校跡地
  - 宮前町団地
  - 子育てサポートハウス わんぱぁく
  - 北秋田市保健センター
  - 北秋田市地域福祉センター
  - 北秋田市障がい者生活支援センター（ささえ）
  - 北秋田市消防団 第1分団鷹巣 車庫
- ダスキン鷹巣
- おおた歯科医院

かつて存在した施設
- 鷹巣町立鷹巣小学校
- 鷹巣町立鷹巣中学校（1958年の統合前）
- 鷹巣社会保険事務所

## 天然記念物
- 鷹巣神社の大ケヤキ - 市指定文化財[12]